# Impatiens lucida
Impatiens lucida är en balsaminväxtart som beskrevs av Heyne och Joseph Dalton Hooker. Impatiens lucida ingår i släktet balsaminer, och familjen balsaminväxter. Inga underarter finns listade i Catalogue of Life.